# Rudolph Tegner

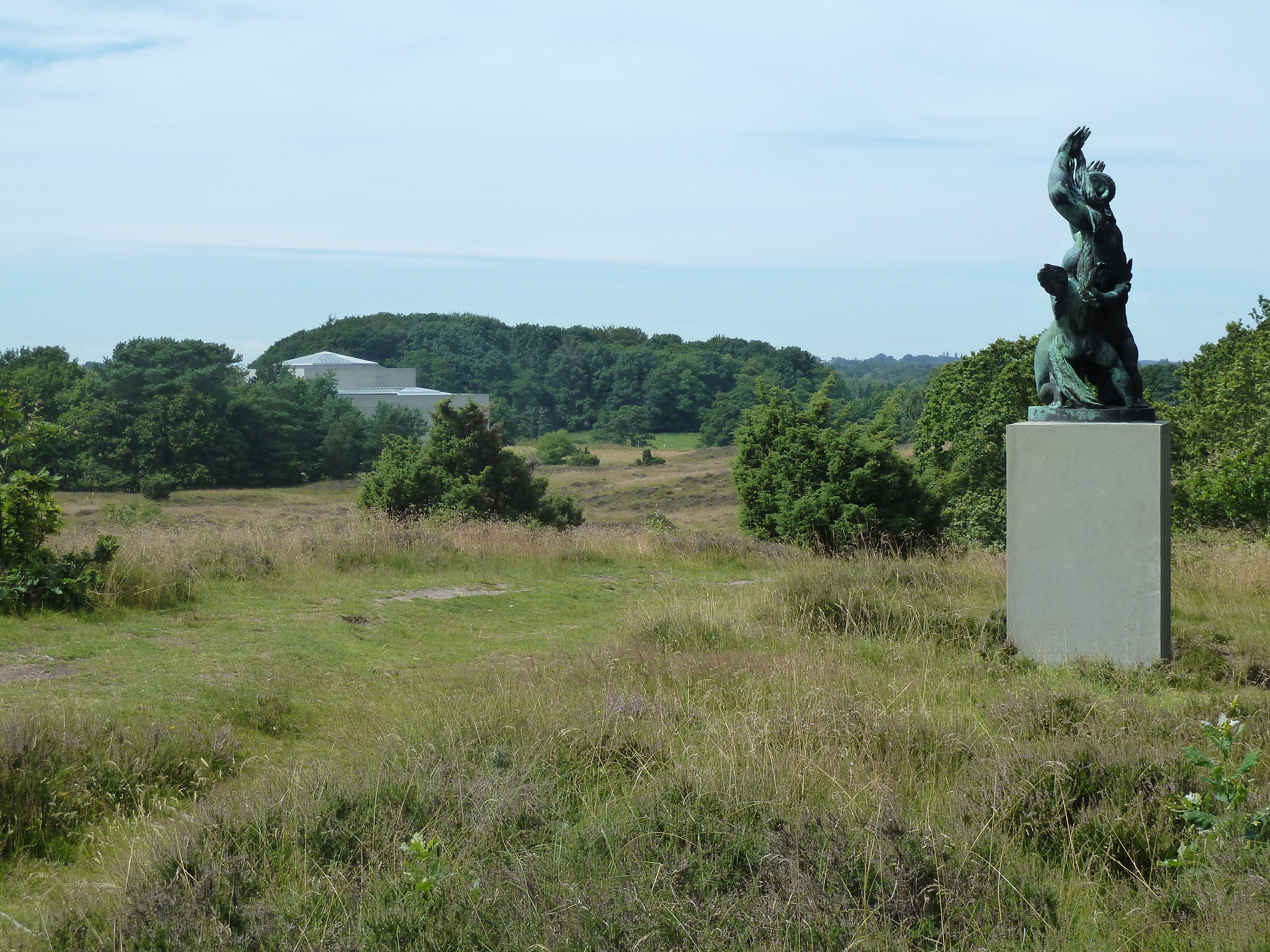
Tegner-Museum vid Dronningmølle.

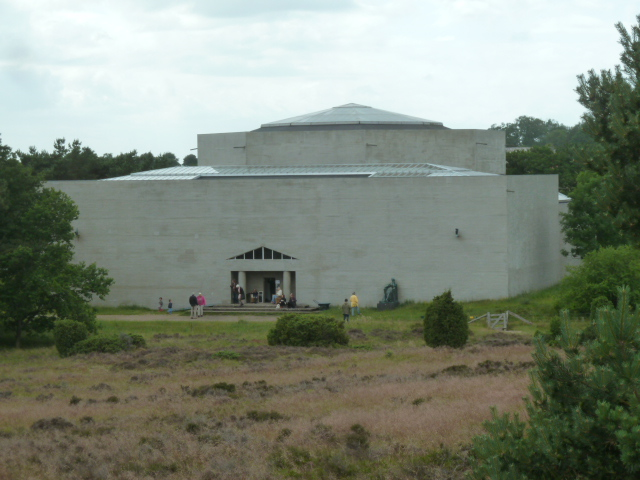
Tegner-Museum, exteriör.

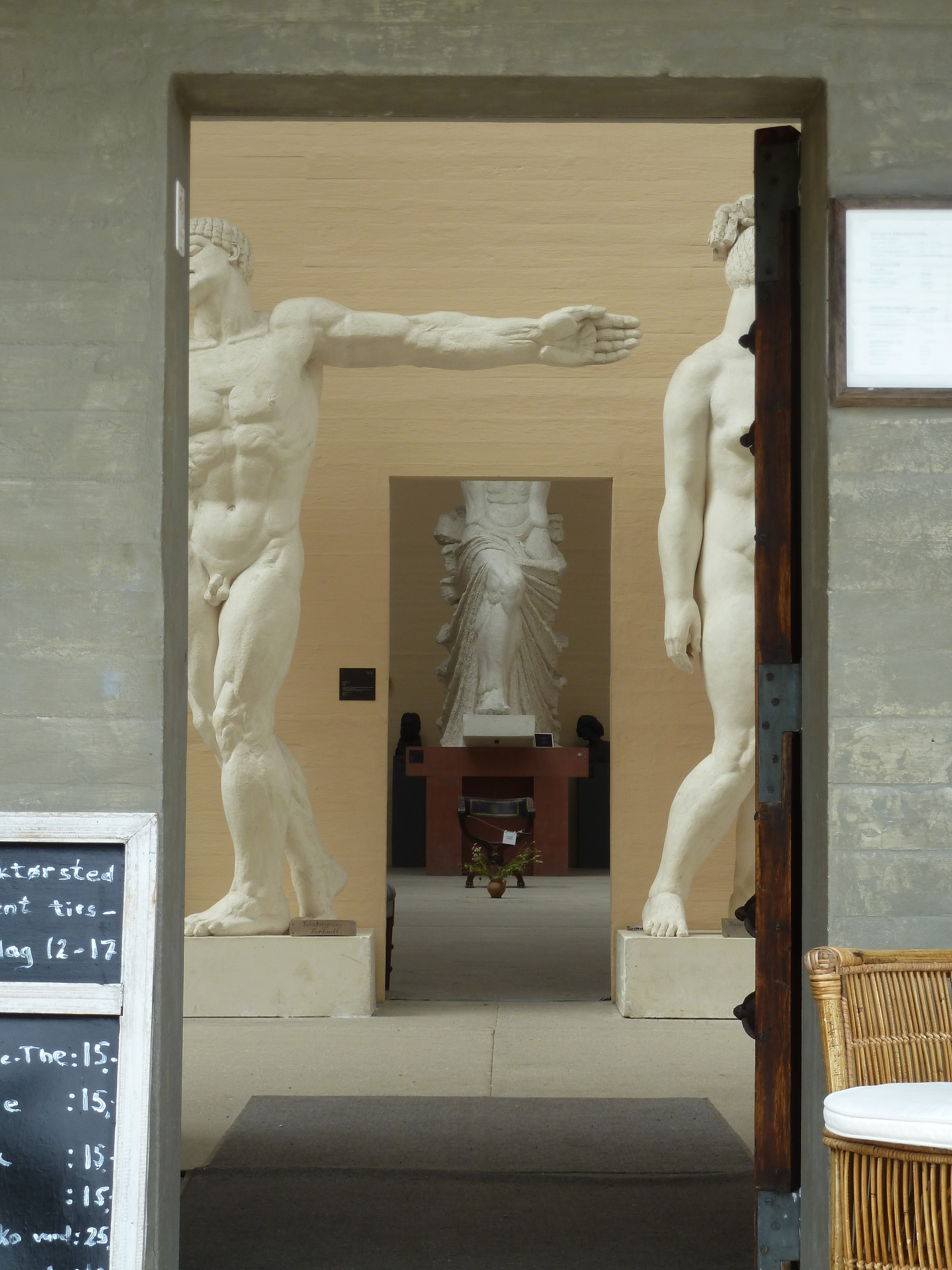
Tegner-Museum, interiör.

Rudolph Tegner, född 12 juli 1873 i Köpenhamn, död 5 juni 1950, var en dansk skulptör och symbolist. Hans verk, som under det tidiga 1900-talet ansågs kontroversiella, finns till stor del på Rudolph Tegners museum söder om Dronningmølle på norra Själland. 

## Biografi
Rudolph Tegner var son till affärsmannen Jørgen Henry August Tegner och hans hustru Signe Elisabeth Puggaard samt brorson till Isaac Wilhelm Tegner. Han reste som 15-åring till Grekland och Italien, där han imponerades av Michelangelos skulpturer i Medicikapellet. Hans första egna stora verk, En Faun (1891) placerades på Charlottenburgs slott vid Berlin. Mellan 1890 och 1893 samarbetade han med den norske skulptören Gustav Vigeland, och efter det flyttade han till Paris, där han bodde fram till 1897. 
Tegners skulpturer utvecklades med inspiration från både tidens jugend och Auguste Rodins erotiska realism. Detta skapade utbredd debatt i Danmark, som då var starkt influerat av Bertel Thorvaldsens återhållna nyklassiska ideal. Mot detta förde Tegner fram våldsamt monumentala, provokativa och iögonenfallande verk.
Tegner var starkt influerad av Friedrich Nietzsches tankar, kanske särskilt som de tolkades i Georg Brandes skrifter. Han skapade också en statyett kallad Lucifer med Brandes huvud (1902), med referens till Brandes smeknamn "Lucifer". 
Brandes försvarade Tegners mest kontroversiella verk, ett monument över läkaren och Nobelpristagaren Niels Finsen, som avtäcktes i Köpenhamn 1909. Den visar en stående naken man flankerad av två knästående nakna kvinnor, som sträcker sig mot himlen. Skulpturen fick namnet Mod lyset (Mot ljuset) och symboliserar Finsens vetenskapliga upptäckt, att specifika våglängder av solljus har läkande egenskaper.
År 1911 gifte sig Tegner med målaren Elna Jørgensen (1889–1976). År 1916 förvärvade han mark i Dronningmølle mellan Hornbæk och Gilleleje på Själland, där han byggde ett museum och en skulpturpark. Från 1917 placerade han ett stort antal av sina skulpturer där. Han är begravd i ett mausoleum på platsen.

## Självbiografi
- Mod Lyset, Köpenhamn, 1991.

## Film
- Rudolph Tegner – en film av Lars Brydesen och Søren Schandorf, april 2003.